# Krista Pärmäkoski
Krista Pärmäkoski (nascida Lähteenmäki; Ikaalinen, 12 de dezembro de 1990) é uma esquiadora finlandesa de cross-country, medalha de bronze na competição dos 15 km skiathlon feminino do esqui cross-country dos Jogos Olímpicos de Inverno de 2018, na Coreia do Sul.